# Богдановщинское сельское поселение
Богда́новщинское се́льское поселе́ние — упразднённое муниципальное образование в составе Сафоновского района Смоленской области России. Административный центр — деревня Богдановщина.

## История
Образовано Законом Смоленской области от 2 декабря 2004 года. Упразднено Законом Смоленской области от 20 декабря 2018 года: все его населённые пункты были включены в Прудковское сельское поселение.

## Население
| 1995 | 1996 | 1997 | 1998 | 1999 | 2000 | 2001 |
| ---- | ---- | ---- | ---- | ---- | ---- | ---- |
| 752  | ↘737 | ↘714 | ↘697 | ↘653 | ↘625 | ↘595 |
| 2002 | 2003 | 2004 | 2005 | 2006 | 2007 | 2011 |
| ↘589 | ↗631 | ↘614 | ↘603 | ↘589 | ↘543 | ↘356 |
| 2012 | 2013 | 2014 | 2015 | 2016 | 2017 | 2018 |
| ↘347 | ↘339 | ↘330 | ↘324 | ↗328 | ↘323 | ↘310 |
| 2019 |      |      |      |      |      |      |
| ↘304 |      |      |      |      |      |      |

## Географические данные
- Общая площадь: 182,5 км²
- Расположение: северо-восточная часть Сафоновского района
- Граничило:
  - на севере — с Холм-Жирковским районом
  - на востоке — со Старосельским сельским поселением
  - на юге — с Зимницким сельским поселением
  - на юго-западе — с Прудковским сельским поселением
  - на западе — с Николо-Погореловским сельским поселением
  - на северо-западе — с Казулинским сельским поселением
- По территории поселения проходит автомобильная дорога Издешково-Богдановщина
- Крупные реки: Днепр, Соля, Дымка.

## Населённые пункты
На территории поселения находилось 19 населённых пунктов.
- Богдановщина, деревня — административный центр
- Ашурково, деревня
- Гжель, деревня
- Городище, деревня
- Дуброво, деревня
- Дьяково, деревня
- Жуково, деревня
- Красно-Никольское, деревня
- Кузьмино, деревня
- Мосолово, деревня
- Немцово, деревня
- Никитино, деревня
- Плоховская, деревня
- Ручково, деревня
- Самуйлово, деревня
- Сомово, деревня
- Сумароково, деревня
- Хитрово, деревня
- Хохловка, деревня